# Asaid
Asaid Soda Méndez (Yucatán, 29 de diciembre de 1991), más conocido como Asaid, es un cantautor mexicano de música pop, balada, electrónica, dance, synth pop, reguetón y alternativa. Su música se caracteriza por ser impredecible y por su amplia variedad de estilos e influencias.

## Biografía
Atraído por los escenarios desde pequeño, Asaid comenzó a componer canciones desde los ocho años y participó en infinidad de concursos escolares de oratoria y declamación creando sus propias poesías y escritos. Pero su potencial musical iba más allá de los simples textos, más nunca pudo aprender música, porque carecía de los medios para ello. Cuando cumplió 14 años, su abuela paterna se enteró de que componía y le llevó con un grupo de cumbias a que le realizaran dos pistas para igual número de canciones. No obstante, un par de meses más tarde, Asaid escuchó a la banda en un evento tocar y cantar sus obras en estilo cumbia y se sintió muy ofendido de haber confiado estas piezas. Esta fue la razón para que, ocultando su talento, buscó la manera de aprender a crear la música a través de sintetizadores y programación, con lo que, casi 10 años más tarde, tras estudiar música, pudo completar varias piezas musicales y registrarlas ante los Derechos de Autor, aspecto que lo hizo sentirse más seguro. En el 2008 hizo su primera aparición pública al ganar el primer lugar del concurso “Una Rola por la Democracia” del IFE en la categoría pop. A la edad de 23 años lanzó su disco debut Música Pirata bajo el sello de Paramúsica, pero la discográfica cerró ese año, por lo que el proyecto se canceló. Año y medio más tarde, Asaid lanzó el álbum de forma independiente bajo el nombre Música Plástica, que inició a promocionarse desde 2010. En 2017, gracias a los avances de la distribución digital de la industria de la música, “Música Plástica” se lanzó mundialmente en las plataformas de streaming y descarga, como iTunes, Spotify, Deezer y Youtube.

## Música Pirata
El lanzamiento del cantante sería en septiembre de 2008, con su primer material discográfico titulado “Música Pirata”, en el que se incluían 15 tracks: una introducción, diez temas en español, tres en inglés y un remix. En septiembre de 2008, Asaid debutó en la radio en una entrevista radiofónica por la cadena Exa FM, en donde presenta su primer sencillo “Conmigo No” y el que sería su segundo sencillo  “Lo que Yo Soñé” . No obstante, “Conmigo No” permanece en la radio unos pocos días, pues la radiodifusora concluyó tratos con la discográfica, que había cerrado hasta entonces. A pesar de que intentó colocar otras canciones en la misma estación, no hubo apoyo en ese momento y el proyecto se interrumpe, pues para esas fechas, Asaid rodaba la grabación del videoclip, pero éste se postergó para resolver los problemas en la difusión y finalmente no concluyó. “Música Pirata” queda en el olvido y durante un año, Asaid planea su regreso de una forma más meticulosa y mejor organizada, al mismo tiempo que participa en el concurso Una Rola por la Democracia del Instituto Federal Electoral IFE, obteniendo el primer lugar en la categoría Pop. Durante su ausentismo, se hace una reedición exhaustiva del material “Música Pirata”, cambiando la música por estilos más sofisticados. También se eliminó el intro y los temas en inglés. Estos últimos se guardaron para ser reeditados y programados para un disco futuro en ese idioma. La reedición del álbum aparece nuevamente en marzo de 2010, bajo el título “Música Plástica”.

## Música Plástica y Música Drástica
Música Plástica es relanzado en 2017 y mientras se promocionan sencillos de este álbum, Asaid informó en un comunicado de prensa que se promocionarían las canciones de forma alternada con un nuevo lanzamiento: el álbum Música Drástica, el Lado B de Música Plástica durante año y medio, concluyendo en 2019. En tanto que, el álbum que llevaría por título “Color Luz, Color Pigmento” fue postergado.

## Contenido musical
Las canciones de Asaid versan en torno a la vida, el amor, el desamor, la dificultad de una relación en pareja, la crueldad, la sociedad, el dinero, la magia, la soledad y la tristeza. Suele narran historias o describir situaciones de la vida común de manera metafórica, con humor o ironía y en doble sentido como sucede con “Abe Abejita”. También incluye letras abstractas e interpretativas, como es el caso de “(Imposible)”, una canción hecha a base de verbos puros que, aparentemente, describen el paso por la vida desde que se es niño hasta que se llega a la edad adulta. Son composiciones impredecibles, pudiendo cambiar de ritmo y de melodías repentinamente, pegadizas y, al mismo, profundas, dotadas de madurez y fantasía.

## Discografía
La discografía de Asaid consta de 2 álbumes de estudio: Música Plástica  y Música Drástica: El Lado B de Música Plástica, 5 videos musicales y 10 sencillos (de los cuales 2 tuvieron reboot).
| Año  | Sencillo                               | Álbum           |
| ---- | -------------------------------------- | --------------- |
| 2010 | Conmigo No                             | Música Plástica |
| 2010 | Conmigo No (Remix)                     | Música Plástica |
| 2011 | Imposible                              | Música Plástica |
| 2013 | No Hay Dinero                          | Música Plástica |
| 2014 | Lo que Yo Soñé                         | Música Plástica |
| 2015 | Si Tanto te Gusto                      | Música Plástica |
| 2017 | Roca                                   | Música Plástica |
| 2018 | Quiero Volar                           | Música Plástica |
| 2018 | Perra Sexy                             | Música Drástica |
| 2018 | Conmigo No (Lanzamiento Reboot)        | Música Plástica |
| 2018 | Unicornios                             | Música Drástica |
| 2018 | Si Tanto te Gusto (Lanzamiento Reboot) | Música Plástica |

## Otras colaboraciones
- Lo que Todos Tenemos de Iguales (2008)

## Premios
Premio al primer lugar en categoría pop “Una Rola por la Democracia 2008” del Instituto Federal Electoral IFE, por su tema “Lo que Todos Tenemos de Iguales”.